# Cathy Nori
Cathy Launa Nori, née vers 1967, est une femme politique salomonaise.

## Biographie
D'abord directrice générale d'une entreprise de transport maritime basée sur l'île Santa Isabel, elle fonde ensuite sa propre petite entreprise dans ce domaine avec son époux. 
Elle est candidate sans succès dans la circonscription Maringe-Kokota aux élections législatives de 2014 (pour le Parti du peuple d'abord) et de 2019 (comme candidate indépendante), obtenant tout de même 32,9% des voix en 2019 derrière Culwick Togamana (46,1 %),,. Adhérente au Parti unifié, c'est à nouveau sans étiquette qu'elle se présente dans cette circonscription pour les élections de 2024, n'ayant simplement pas reçu l'étiquette du parti à temps avant de s'inscrire comme candidate. Elle mène campagne notamment sur la nécessité de bâtir des routes dans sa circonscription rurale, et remporte cette fois le siège, avec 32,6 % des voix, devançant d'une centaine de suffrages le député sortant (30,8 %). Rejoignant le groupe parlementaire du Parti unifié, elle soutient la candidature de Matthew Wale pour le poste de Premier ministre dans le cadre d'une coalition des partis d'opposition. La coalition échouant à constituer une majorité au Parlement national, elle est membre du groupe des députés indépendants mené par Peter Kenilorea junior (chef du Parti unifié), c'est-à-dire le groupe des députés qui ne font partie ni de la majorité parlementaire, ni de l'opposition officielle.